# 美少女ソナタ
美少女ソナタ（びしょうじょソナタ）はバウハウスのイメージビデオシリーズ。
2004年にはU-15アイドルを扱うDVD「さくら組」シリーズ、写真集「もも組」シリーズも登場した。

## お菓子系

### VHS版
- 美少女ソナタ第1番 倉石香織（1998年9月、ISBN 978-4754289188）
- 美少女ソナタ第2番 相川みさお（1998年12月、ISBN 978-4754289195）
- 美少女ソナタ第3番 今井さちこ 秘密（1999年5月、ISBN 978-4754289201）
- 美少女ソナタ第4番 小野田優美 初恋（1999年7月、ISBN 978-4754289218）
- 美少女ソナタ第5番 升水美奈子 約束（1999年9月、ISBN 978-4754289225）
- 美少女ソナタ第6番 風野舞子 道草（2000年8月、ISBN 978-4754289232）
- 美少女ソナタ第7番 泉山華歩里 気まぐれ（2000年9月、ISBN 978-4754289249）
- 美少女ソナタ第8番 美月ゆいな 雨音（2000年11月、ISBN 978-4754289256）
- 美少女ソナタ第9番 春田萌 まだ見ぬ君へ（2001年8月、ISBN 978-4894618510）
- 美少女ソナタ第10番 北島美穂 ぼくの太陽（2001年12月、ISBN 978-4894618527）
- 美少女ソナタ第11番 須賀まゆ だいすき。（2002年1月、ISBN 978-4894618534）
- 美少女ソナタ第12番 かわいゆい 乙女序章（2002年3月、ISBN 978-4894618541）
- 美少女ソナタ第13番 南千智 とまどい（2002年4月、ISBN 978-4894618558）
- 美少女ソナタ第14番 加藤友香 檸檬（2002年6月、ISBN 978-4894618565）
- 美少女ソナタ第15番 葵かなみ memories（2002年10月、ISBN 978-4894618572）
- 美少女ソナタ第16番 野本春香 白い苺（2002年11月、ISBN 978-4894618589）
- 美少女ソナタスペシャル 少女たちの胸さわぎ（2001年1月、ISBN 978-4754289263）

### DVD版
- 美少女ソナタ 倉石香織（2002年2月、ISBN 978-4894617322）
- 美少女ソナタ 相川みさお（2002年4月、ISBN 978-4894617339）
- 美少女ソナタ 北島美穂（2002年5月、ISBN 978-4894617346）
- 美少女ソナタ かわいゆい（2002年6月、ISBN 978-4894617360）
- 美少女ソナタ 南千智（2002年7月、ISBN 978-4894617377）
- 美少女ソナタ 加藤友香（2002年9月、ISBN 978-4894617407）
- 美少女ソナタ 葵かなみ（2002年12月、ISBN 978-4894617452）
- 美少女ソナタ あいのせかい 山崎あい（2004年7月、ISBN 978-4894617490）
- 美少女ソナタ 奇跡 上山れいこ（2005年2月、ISBN 978-4778806019）
- 美少女ソナタ 十七歳の地図 手塚りえ（2005年3月、ISBN 978-4778806088）

## さくら組・もも組

### DVD
- 美少女ソナタ さくら組 丸山知紗 14歳（2004年7月、ISBN 978-4894617506）
- 美少女ソナタ さくら組 大倉梓 13歳（2004年8月、ISBN 978-4894618794）
- 美少女ソナタ さくら組 小林万桜 12歳（2004年10月、ISBN 978-4894618305）

### 写真集
- 美少女ソナタ写真集 もも組1番 丸山知紗 14歳（2004年7月、ISBN 978-4894619807）
- 美少女ソナタ写真集 もも組2番 大倉梓 13歳（2004年8月、ISBN 978-4894619838）
- 美少女ソナタ写真集 もも組3番 小林万桜 12歳（2004年10月、ISBN 978-4894619982）